# Gardenia vitiensis
Gardenia vitiensis är en måreväxtart som beskrevs av Berthold Carl Seemann. Gardenia vitiensis ingår i släktet Gardenia och familjen måreväxter. Inga underarter finns listade i Catalogue of Life.